# Риф'як Роман Романович

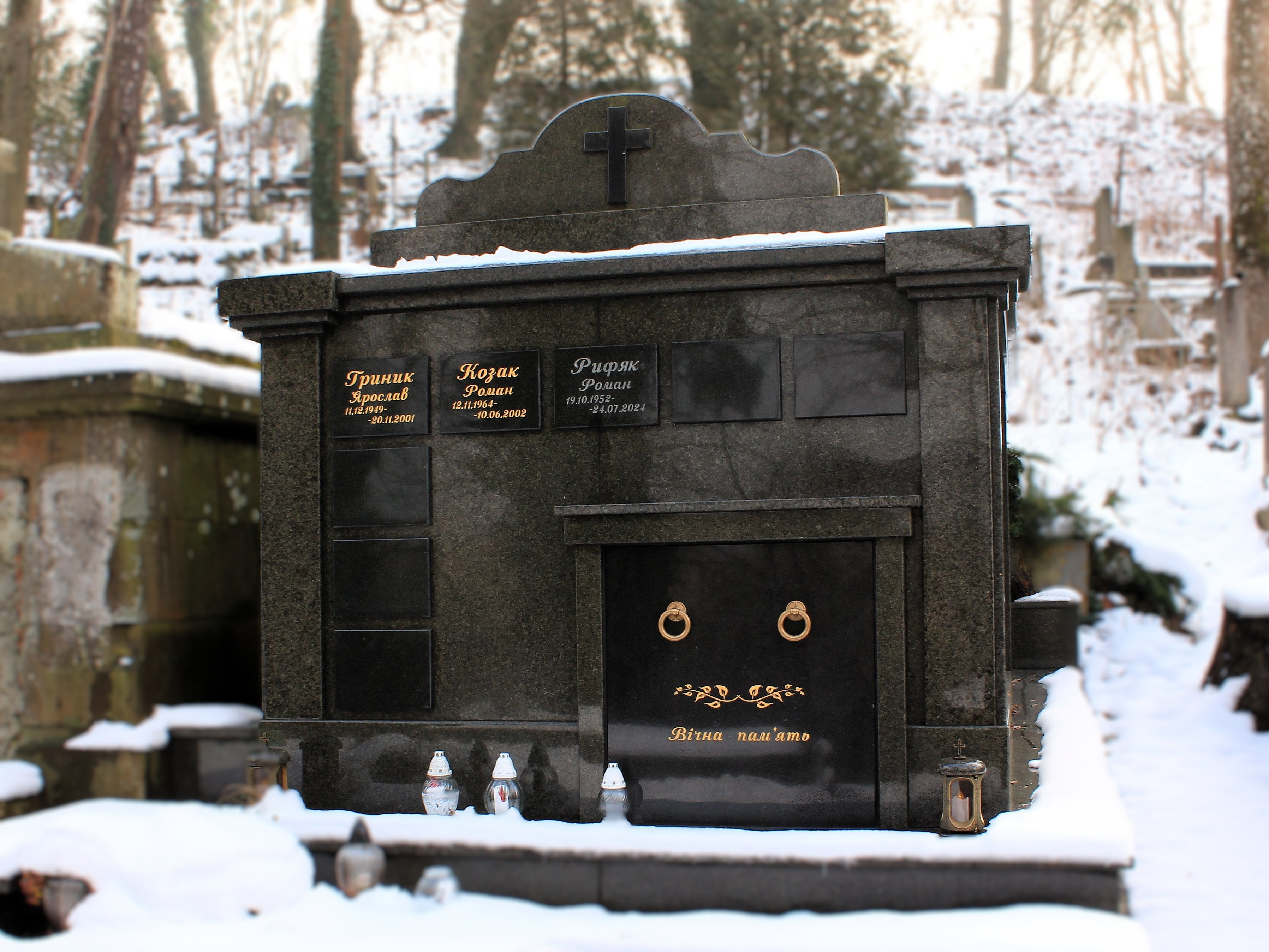
Гробниця у якій похований Роман Рифяк.

Роман Риф'як (рос. Роман Романович Рифяк; 19 жовтня 1952 Львів — 24 липня 2024, там само) — радянський футболіст. Захисник, відомий виступами за львівські «Карпати». Також грав у колективах: «Колос» (Нікополь), СК «Луцьк», «Вілія» (Бричани).

## Біографія
Вихованець «Карпат» (Львів). Був витривалим, фізично міцним гравцем.
Завершив ігрову кар'єру через два важкі складні переломи ноги. Грав за ветеранську команду «Карпат». У складі збірної України (була сформована на основі ветеранів львівських «Карпат» і червоноградського «Шахтаря») брав участь у чемпіонаті світу з футболу серед ветеранів 1998 у місті Антіб (Франція).
З 1998 року — директор СДЮШОР-4 (Львів).
На чемпіонаті світу з футболу 1974 року в Німеччині було показано новинку в грі на найвищому рівні – вкидання м’яча з аута на далеку відстань, як при подачі кутового. Не дивно, що після чемпіонату прийом цей ввійшов у моду, і багато команд стали його копіювати. У львівських «Карпатах» гравцем, що освоїв таке введення з-за бокової, став молодий правий захисник Роман Риф’як. Розганяючись упоперек бігових доріжок, він вів м’яча по-баскетбольному, а, наблизившись до краю поля, ефектно прогинався назад і надсилав м’яча далеко у штрафний майданчик суперника. Це викликало паніку у захисних лавах суперника і незмінно схвальне збудження серед глядачів стадіону «Дружба», – у ті часи зазвичай переповненого. Через якийсь час команди навчилися протидіяти далекому вкиданню і застосування його значно скоротилося.
Помер у Львові 24 липня 2024 року, похований на 27 полі Личаківського цвинтаря.